# GFK Tikveš Kavadarci
GFK Tikveš Kavadarci (mazedonisch Градски Фудбалски Клуб Тиквеш 1930) ist ein Sportverein aus Kavadarci, Nordmazedonien, der hauptsächlich für seine Fußballabteilung bekannt ist. Der Spitzname der Mannschaft ist die Winzer, aufgrund der bedeutenden Weinanbauregion Tikveš.

## Geschichte

### Gründungsjahre
GFK Tikveš wurde 1930 gegründet. In den Anfangsjahren spielte der Verein überwiegend Freundschaftsspiele gegen lokale Mannschaften. Nach dem Zweiten Weltkrieg trat Tikveš dem nationalen Fußballverband bei und spielte in der Mazedonischen Republikliga. In der Saison 1948/49 wurde ein sechster Platz erreicht. Weitere kleinere Erfolge kamen in den 1950er Jahren hinzu, auch wenn das Ligaformat häufig wechselte. Als Dritter der Mazedonischen Republikliga stieg GFK Tikveš 1955 erstmals in die zweite jugoslawische Liga auf, jedoch nach nur einer Spielzeit auch gleich wieder ab.

### Goldene Ära und Ende der Mazedonischen Republikliga
Die erfolgreichsten Jahre des Vereins waren Ende der 1960er und in den 1970er Jahren, als der Verein in den regionalen jugoslawischen Wettbewerben spielte. Er wurde zweimal Meister der Mazedonischen Republikliga und holte ab 1962/63 bis 1974/75 viermal die Vizemeisterschaft. Doch 1981 stieg der Verein unerwartet erstmals in die zweite mazedonische Liga ab, obwohl er als einer der Favoriten in die Saison gegangen war. Nach zwei Spielzeiten in der zweithöchsten regionalen Spielklasse fusionierte der Klub mit dem Aufsteiger FK Bor und bekam so das Recht, wieder in der Mazedonischen Republikliga zu spielen. Dort etablierte sich der Klub. Er stieg 1988 zwar nochmals ab, allerdings schaffte Tikveš den direkten Wiederaufstieg, gefolgt von einem dritten Platz in der letzten Saison der Mazedonischen Republikliga.

### Gründungsmitglied der mazedonischen Prva Liga
Als Gründungsmitglied der neuen Prva Liga als höchste Spielklasse Mazedoniens erreichte Tikveš 1992/93 einen siebten Platz. Dort etablierte sich der Klub vorerst. Doch in der Saison 2000/01 wurde der Verein zahlungsunfähig und schloss die Saison mit nur drei Punkte aus 26 Spielen als Tabellenletzter ab. Es brach eine schwere Zeit für die Winzer an, die 2004/05 in die Treta Makedonska Liga abstiegen. Erst 2010, als die Gemeinde Kavadarci die Kontrolle des Vereins übernommen hatte, stieg der Verein als Meister in die Vtora Makedonska Liga auf. Fast wäre der Durchmarsch gelungen, doch am Ende der Saison 2011 wurde nur der dritte Platz erreicht. In den folgenden Jahren verstärkte sich Tikveš und ging 2019 mit Aufstiegsambitionen in die Saison. Der Klub wurde Zweiter und nahm an den Playoffs teil, in denen der Verein im Halbfinale FK Labunishta mit 6:3 besiegte, allerdings das Finale gegen Sileks Kratovo knapp mit 2:3 verlor. 2021 gelang Tikveš erneut die Vizemeisterschaft der Vtora Makedonska Liga und musste wieder gegen Sileks Kratovo in die Playoffs. Dieses Mal gewann der Klub aus der Weinregion mit 1:0 und schaffte somit den Aufstieg in die Prva Makedonska Liga.

## Erfolge
- Meister der Mazedonischen Republikliga (2): 1971/72, 1977/78
- Nordmazedonischer Pokalsieger: 2024
- Meister der Vtora Makedonska Liga: 2001/02
- Meister der Treta Makedonska Liga: 2009/10

### Europapokalbilanz
| Saison  | Wettbewerb             | Runde                  | Gegner               | Gesamt | Hin     | Rück    |
| ------- | ---------------------- | ---------------------- | -------------------- | ------ | ------- | ------- |
| 2024/25 | UEFA Conference League | 1. Qualifikationsrunde | Breiðablik Kópavogur | 4:5    | 3:2 (H) | 1:3 (A) |

Gesamtbilanz: 2 Spiele, 1 Sieg, 1 Niederlage, 4:5 Tore (Tordifferenz −1)

## Stadion
Tikveš spielt im Gradski Stadion Kavadarci, das eine Kapazität von 7500 Zuschauern besitzt.